# Alexandru Fodor
Alexandru Fodor (1931 – 1984) è stato un cestista rumeno.

## Carriera
Con la Romania ha disputato quattro edizioni dei Campionati europei (1953, 1955, 1957, 1959).